# Nikinci
Nikinci (en serbe cyrillique : Никинци ; en hongrois Nyékinca) est une localité de Serbie située dans la province autonome de Voïvodine. Elle fait partie de la municipalité de Ruma dans le district de Syrmie (Srem). Au recensement de 2011, elle comptait 1 808 habitants.
Nikinci, officiellement classé parmi les villages de Serbie, est une communauté locale, c'est-à-dire une subdivision administrative, de la municipalité de Ruma.

## Géographie

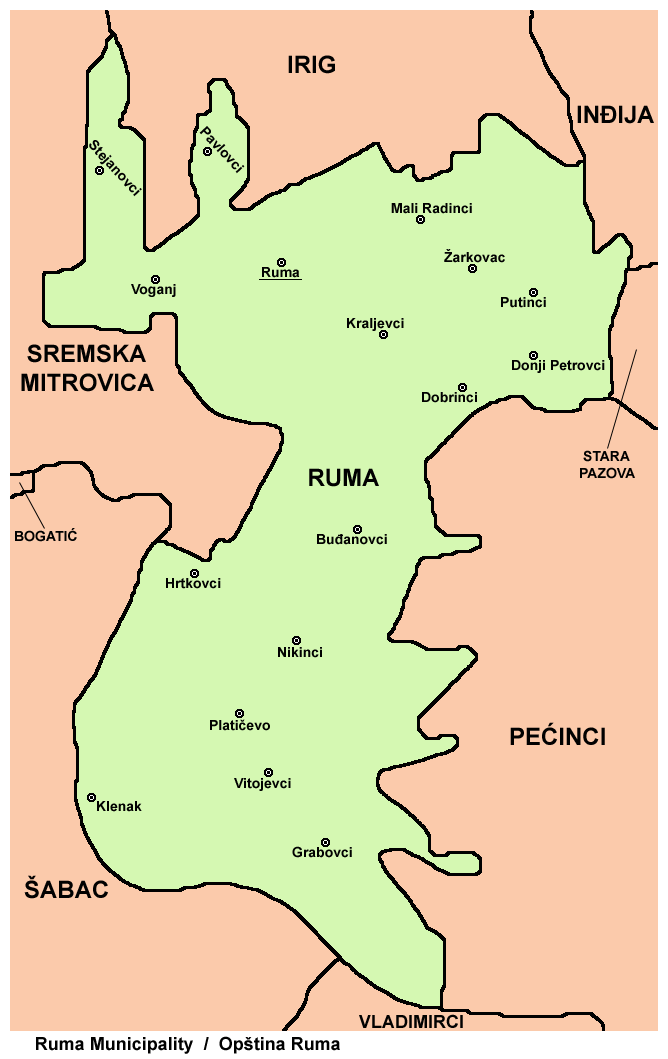
Localisation de Nikinci dans la municipalité de Ruma

Nikinci se trouve dans la région de Syrmie.

## Démographie
Vers le milieu du XIXe siècle, le village était habité par les Clémentins, une communauté d'origine albanaise.

### Évolution historique de la population
| 1948  | 1953  | 1961  | 1971  | 1981  | 1991  | 2002  | 2011  |
| ----- | ----- | ----- | ----- | ----- | ----- | ----- | ----- |
| 2 087 | 2 201 | 2 607 | 2 244 | 2 425 | 2 266 | 2 216 | 1 808 |

|  |

### Données de 2002
Pyramide des âges (2002)
En 2002, l'âge moyen de la population était de 39,5 ans pour les hommes et 43,2 ans pour les femmes.
Répartition de la population par nationalités (2002)
En 2002, les Serbes représentaient 69,2 % de la population ; le village abritait notamment des minorités hongroises (11,9 %) croates (9,5 %) et roms (1,4 %).

### Données de 2011
En 2011, l'âge moyen de la population était de 44,5 ans, 42,6 ans pour les hommes et 46,5 ans pour les femmes.